# جرناف
جرناف هي قرية على الساحل الغربي لنهر دجلة في ناحية القيارة في محافظة نينوى بشمال جمهورية العراق، على طرف يفصل بين محافظة نينوى ومحافظة صلاح الدين، جرناف غربي مقاطعة رقمها 8، ولها اسم آخر هو الشبالي، بين الجرناف في نينوى شمالاً والشرقاط في صلاح الدين جنوباً طريق طوله 44 كيلومتراً. فيها مركز صحي جرناف شرقي في قرية العيثة، أُنشئ سنة 1997، وحتى سنة 2020 كان في جرناف شرق الحاوي 25 مدرسةً في 16 بناية.

## مقاطعاتها
كانت مقاطعات جرناف تابعة إدارياً لقضاء الشرقاط حتى يوم 10 آذار سنة 2023 حين أُلحقت جرناف بناحية القيّارة. قال إبراهيم الناصري (مدن صلاح الدين) "وأما اسمها فأجدُه قديم الجذور وهو في رأيي لا يعدو إلا أن يكون لاسم مدينة صغيرة كانت تقوم في الموضع وكان اسمها (كار نابو) وهي من العهد الآشوري".
| المقاطعة ورقمها     | السكان سنة 2020 | عدد قراها | مساحة الاستيطان | مساحة الزراعة |
| 3 جرناف شرق الحاوي  | 12824           | 2         | 4.16 كيلومترات  | 9151 دونماً    |
| 6 جرناف شرق الجزيرة |                 |           |                 |               |
| 8 جرناف الغربي      |                 |           |                 |               |

## آثار
- الحويش:موقع أثري قريب من محطة قطار الجرناف، فيه رابية عالية اتخذها الجيش العثماني موقعاً لجمع قواتهم بعد خسارة معركتهم مع الإنكليز في الخانوكة، فعبرَ الإنكليز إليهم فوق جزيرة كنعوص، ووقعت المعركة الأخير التي أنهت الوجود العثماني، وسُمّيت تلك السنةُ سنةَ السقوط[متى؟].[5]